# Директор Центральної розвідки

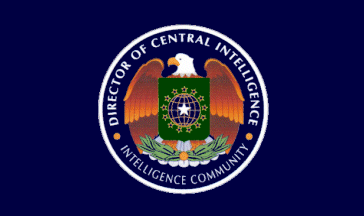
Прапор Директора Центральної розвідки

Директор Центральної розвідки (англ. Director of Central Intelligence) — державна посада, заснована президентом США Гаррі Труменом 23 січня 1946 року. Директор Центральної розвідки очолював Розвідувальну спільноту США (англ. Intelligence Community USA) з 1981 до 2005 року, був головним радником президента США з питань розвідувальної діяльності, пов'язаної з національною безпекою, а також був керівником Центрального розвідувального управління (ЦРУ) та членом Ради національної безпеки США.
Після терористичних атак 11 вересня 2001 року був прийнятий «Закону про реформу в розвідці та запобіганню тероризму» 2004 року. Також були внесені поправки в «Закон про Національну Безпеку», в результаті котрих були засновані посада директора Національної розвідки, який взяв на себе частину функцій, раніше виконуваних директором Центральної розвідки, і окремо посада директора ЦРУ, статтею 102, який займається виключно питаннями діяльності Центрального розвідувального управління. 21 квітня 2005 року посада директор Центральної розвідки була скасована.

## Список директорів Центральної розвідки
Статус
| Директор | Директор                 | Термін                             | Президент      |
| --- | ------------------------ | ---------------------------------- | -------------- |
| |                          |                                    |                |
| | Сідні Соерс              | 23 січня 1946 — 10 червня 1946     | Гаррі Трумен   |
| | Гойт С. Ванденберґ       | 10 червня 1946 — 1 травня 1947     | Гаррі Трумен   |
| | Роскоу Г. Гілленкоттер   | 1 травня 1947 — 7 жовтня 1950      | Гаррі Трумен   |
| | Вальтер Беделл Сміт      | 7 жовтня 1950 — 9 лютого 1953      | Гаррі Трумен   |
| Дуайт Д. Ейзенхауер | Вальтер Беделл Сміт      | 7 жовтня 1950 — 9 лютого 1953      |                |
| | Аллен Даллес             | 9 лютого 1953 — 26 лютого 1953     |                |
| | Аллен Даллес             | 26 лютого 1953 — 29 листопада 1961 |                |
| Джон Фіцджеральд Кеннеді | Аллен Даллес             | 26 лютого 1953 — 29 листопада 1961 |                |
| | Джон Маккоун             | 29 листопада 1961 — 28 квітня 1965 |                |
| Ліндон Джонсон | Джон Маккоун             | 29 листопада 1961 — 28 квітня 1965 |                |
| | Вільям Рейборн           | 28 квітня 1965 — 30 червня 1966    |                |
| | Річард Гелмс             | 30 червня 1966 — 2 лютого 1973     |                |
| Річард Ніксон | Річард Гелмс             | 30 червня 1966 — 2 лютого 1973     |                |
| | Джеймс Шлезінґер         | 2 лютого 1973 — 2 липня 1973       |                |
| | Вернон Е. Волтерс        | 2 липня 1973 — 4 вересня 1973      |                |
| | Вільям Колбі             | 4 вересня 1973 — 30 січня 1976     |                |
| Джеральд Форд | Вільям Колбі             | 4 вересня 1973 — 30 січня 1976     |                |
| | Джордж Герберт Вокер Буш | 30 січня 1976 — 20 січня 1977      |                |
| | Генрі Кнох               | 20 січня 1977 — 9 березня 1977     |                |
| Джиммі Картер | Генрі Кнох               | 20 січня 1977 — 9 березня 1977     |                |
| | Стенсфілд Тернер         | 9 березня 1977 — 20 січня 1981     |                |
| | Вільям Кейсі             | 20 січня 1981 — 29 січня 1987      | Рональд Рейган |
| | Роберт Гейтс             | 29 січня 1987 — 26 травня 1987     | Рональд Рейган |
| | Вільям Вебстер           | 26 травня 1987 — 31 серпня 1991    | Рональд Рейган |
| Джордж Герберт Вокер Буш | Вільям Вебстер           | 26 травня 1987 — 31 серпня 1991    |                |
| | Річард Дж. Керр          | 31 серпня 1991 — 6 листопада 1991  |                |
| | Роберт Гейтс             | 6 листопада 1991 — 20 січня 1993   |                |
| | Вільям О. Стадмен        | 21 січня 1993 — 5 лютого 1993      | Білл Клінтон   |
| | Джеймс Вулсі             | 5 лютого 1993 — 10 січня 1995      | Білл Клінтон   |
| | Вільям О. Стадмен        | 11 січня 1995 — 9 травня 1995      | Білл Клінтон   |
| | Джон Дейч                | 10 травня 1995 — 16 грудня 1996    | Білл Клінтон   |
| | Джордж Тенет             | 16 грудня 1996 — 11 липня 1997     | Білл Клінтон   |
| | Джордж Тенет             | 11 липня 1997 — 11 липня 2004      | Білл Клінтон   |
| Джордж Вокер Буш | Джордж Тенет             | 11 липня 1997 — 11 липня 2004      |                |
| | Джон Е. Маклафлін        | 12 липня 2004 — 24 вересня 2004    |                |
| | Портер Ґосс              | 24 вересня 2004 — 21 квітня 2005   |                |
| Посада «Директор Центральної розвідки» замінена посадою «Директора Центрального розвідувального управління» та «Директора Національної розвідки» |                          |                                    |                |
| |                          |                                    |                |